# Dolorès Marat
Dolorès Marat est une photographe autodidacte indépendante française, née à Paris le 26 octobre 1944.

## Biographie
Issue d’un milieu modeste, Dolorès Marat naît à Paris le 26 octobre 1944,. Sa mère est paysanne, son père est resté inconnu. Entre deux et huit ans, elle est placée à l’Assistance publique. Elle grandit à Boissy-Saint-Léger et va « un peu à l’école ».
Dolorès commence à travailler dès l’âge de quinze ans comme couturière. Pendant ses vacances, par une petite annonce, elle rencontre M. Froissard, un photographe qui tient une petite boutique à Sucy-en-Brie et qui vend des appareils photo et développe des travaux d’amateurs. Il recherche une femme de ménage. Froissard remarque tout de suite que Dolorès est passionnée par la photographie, et après quelques négociations avec sa mère, l’engage comme apprentie. Elle reste trois ans et apprend le métier : développer les films, tirer, retoucher, faire des photos de mariage, réaliser des portraits d’identité et vendre des appareils photo.
Elle se marie à dix-neuf ans et devient photographe de rue. Elle entre, à vingt-cinq ans, au laboratoire photo noir et blanc du magazine de L’Oréal Votre beauté. Laborantine et tireuse elle réalise les tirages de photographes comme Guy Bourdin, Helmut Newton, Jean-Loup Sieff et Sarah Moon.
Dès 1982, elle fréquente les Rencontres d’Arles où elle commence à montrer son travail personnel, mais y est très mal accueillie.
Quand le laboratoire noir et blanc de Votre beauté ferme en 1985, elle se met à la couleur et devient l’unique photographe du magazine. Elle effectue des prises de vues de bijoux, parfums et accessoires de mode, portraits, natures mortes de fruits et légumes mais aussi des reportages.
Elle découvre New York en 1994 à l’occasion d’une commande. La ville lui plait tellement qu’elle y fera des allers-retours pendant sept ans grâce à deux amies qui l’hébergent sur place et « dès que j’avais trois sous pour me payer l’avion, les bobines et de quoi payer ma nourriture ».
Au cours de cette période, elle réalise deux expositions, à la Witkin Gallery, puis chez Aperture,. Son livre New York USA sera publié en 2002.
À partir de 1995, elle devient photographe indépendante et travaille sur commande pour Hermès, J.M. Weston, Leica, le conservatoire du Littoral et pour la presse quotidienne et magazine (Libération, Le Monde, Le Monde diplomatique, L’Express, VSD…).
Ses photos offrent une texture et une palette de couleurs veloutée et sensuelle grâce au procédé Fresson qu’elle a adopté depuis 1983, pour la réalisation de ses tirages : « J’ai trouvé ça magnifique. Je savais qu’un jour je l’utiliserais. Je me souviens de ma première photo envoyée chez Fresson, une femme qui remonte un trottoir. Je retrouve en couleur la sensualité de l’impression en héliogravure ». Elle réalise aussi l’impression Fine Art de ses images à l’aide d’encres pigmentaires sur papier japon.
En 2020, elle fait un don de 200 tirages de son œuvre et de ses archives à la Médiathèque de l’Architecture et du Patrimoine, qui conserve le patrimoine photographique de l’État français.
En 2023, elle est récompensée par le premier « Prix du livre Robert-Delpire », pour « une œuvre personnelle née d’un regard authentique. ».
Dolorès Marat vit et travaille à Avignon. 

## Publications
- Éclipse, Paris, Contrejour, 1990
- Rives, Paris, Éditions Marval, 1995
- Carven : half a century of elegance, Dominique Paulvé, Paris, Éditions Gründ, 1995, 207 p.  (ISBN 2-7000-2007-3)
- Boulevard Maritime, avec Frédéric H. Fajardie, Carnet de voyage no 9, Le Point du jour éditeur, 2000
- Labyrinthe, Le point du jour éditeur et Dewi Lewis Publishing, 2001
- New-York USA, avec Patrick Roegiers, Paris, Éditions Marval,  2002
- Illusion, avec Marie Darrieussecq, Éditions Filigranes, 2003
- Near Life Experience, une chorégraphie d’Angelin Preljocaj, photographies de Dolorès Marat, texte et conception éditoriale d’Éric Reinhardt, ArjoWiggins, hors commerce, 2003
- La mer de la tranquillité, journal de Jean-Luc Bitton, illustré par des photographies de Dolorès Marat, Éditions Les Petits Matins, novembre 2005.
- Paris, correspondances, Texte de Arlette Farge,  Avignon, Éditions La Pionnière, 2015[10].
- Palmyre et autres Orients, Texte de Dominique Janvier,  Avignon, Éditions La Pionnière, 2016
- Mezzo voce, Texte de Lionel Bourg, Paris, Éditions Fario, 2018  (ISBN 9791091902472)  Avec vingt exemplaires numérotés accompagnés d'un tirage original signé et numéroté.
- Lune rouge et autres animaux familiers, Texte de Vincent Pélissier, Paris, Éditions Fario, 2021  (ISBN 979-10-91902-74-8)  Avec vingt exemplaires numérotés accompagnés d'un tirage original signé et numéroté.

## Expositions collectives et individuelles
Liste non exhaustive
- 1987 : Exposition Fresson espace Sainte-Luce, Arles[9]
- 1987 : Les Imagiques, Festival d’Aix-en-Provence[9]
- 1988 : Mois de la photographie, Paris[9]
- 1993 : Galerie Pons, Paris / Galerie Fnac Étoile, Paris[9]
- 1998 : The Witkin Gallery, New York[9]
- 2000 : Watt’s Gallery, New York / Photographers’ Gallery, Londres / Mois de la photo ; Galerie Serge Abouckrat ; Galerie Thierry Marlat  ; Mémoire de l’Europe, Hôtel de ville, Paris Photo, Carrousel du Louvre ; Damasquine Gallery, Bruxelles (Belgique)[9].
- 2014 : Rétrospective, Promenades photographiques de Vendôme[2].
- 2015 : Mille Rêves, Galerie Leica, Paris[11].
- 2016 : Dolorès Marat - Zoom, Flair Galerie, Arles.
- 2017 : Paysages français - Une aventure photographique, 1984-2017, Bibliothèque nationale de France, Paris.
- 2018 : Eyes Wild Open, Le Botanique, Bruxelles[5].
- 2019 : Biennale des photographes du monde arabe contemporain, Galerie XII, Paris[12].
- 2019 : Exposition Dolores Marat, Lasécu, espace d’art contemporain, Lille.
- 2019 : Cascade, Villa Pérochon, Niort[13].
- 2020 : Vis à vis, Espace ++, Arles.
- 2021 : Des mots pour voir, festival Portrait(s), Rendez-vous photographiques de Vichy[14].
- 2021 : Au fil d’une vie, La Chambre, Strasbourg, du 18 septembre au 14 novembre[15].
- 2021 : Couper le son et arrêter le mouvement, exposition collective, Médiathèque de l'architecture et du patrimoine,  Le Quadrilatère, Centre d’art de Beauvais, dans le cadre des 18e Photaumnales, du 17 septembre 2021 au 2 janvier 2022.
- 2023 : "Dolores Maratque: Dereglement Chromatique", exposition collective, Arles 2023.

## Collections
- Musée Guggenheim, New York[1]
- Musée de la photographie, Charleroi [1]
- Galerie Frédéric-Bazille, Montpellier[1]
- Artothèque de Nantes[1]
- Galerie Fnac, Paris[1]
- L’Œil Écoute, Solignac[1]
- Coimbra (Portugal)[1]
- Maison européenne de la photographie, Paris[1]
- Collection Neuflize OBC[1]
- Fonds national d’art contemporain[1]
- Département des estampes et de la photographie de la Bibliothèque nationale de France, Paris[1]
- Artothèque de Lyon[1]

## Documentaire
- Dolorès, écrit et réalisé par Thomas Goupille - 2020 - 70 min[16],[17]

## Prix
- 2023 : Prix du livre Robert Delpire[9]

## Décoration
- Officier de l'ordre des Arts et des Lettres (2025)[18]

### Podcast
- « Les yeux grands ouverts de Dolorès Marat », interview de Pascal Goffaux, 19 min. RTBF, 18 avril 2018.

### Vidéogramme
- Exposition Dolorès Marat, Galerie Lasécu, 8 min. 1er juin 2020.